# Фотофор
Фотофор — орган свечения некоторых морских животных, преимущественно рыб и головоногих моллюсков.
Состоит из трёх слоёв клеток. В цитоплазме клеток нижнего слоя содержатся микроскопические кристаллы мочевой кислоты, отражающие свет. Этот слой выполняет роль рефлектора.
Средний слой образован световырабатывающими клетками-фотоцитами.
Верхний слой образован прозрачной, пропускающей лучи света кутикулой. У рыб этот слой представлен прозрачными участками кожного покрова.
Фотофоры часто содержат биолюминесцентные бактерии, которые используют углеводы и кислород из крови рыб, а взамен вырабатывают свет. Результатом этой реакции и является биолюминесценция.
Фотофоры могут светиться непрерывно благодаря обитающим в них фотобактериям. Но преимущественно свечение фотофоров носит импульсный характер и контролируется нервной системой. Свечение может быть внутриклеточным или секреторного типа. При секреторном типе светящееся вещество (смесь продуктов секреции двух разных желез) выделяется из организма в виде слизи, покрывая тело животного или расплываясь вокруг него в воде в виде светящегося облака.

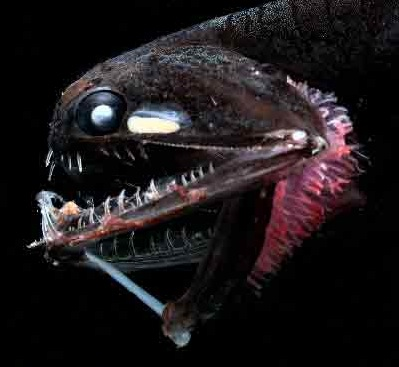
Фотофор глубоководной рыбы Photostomias guernei
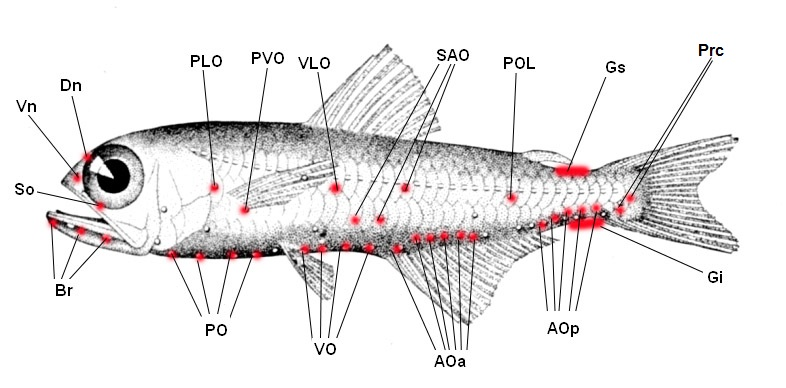
Фотофоры миктофовых, наиболее распространенного семейства глубоководных рыб
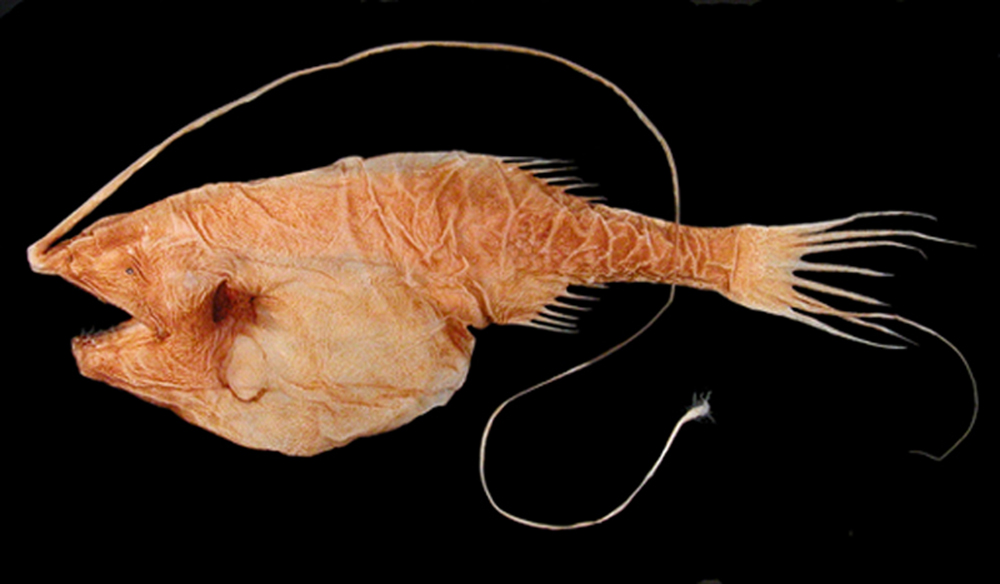
Gigantactis. Первый луч спинного плавника превращен в «удочку» со светящейся «приманкой» на конце

## У рыб
Фотофоры у рыб могут располагаться на голове, спине, по бокам тела, вокруг глаз и рта, на различных выростах тела, усиках и т. п.
У многих глубоководных удильщиков первый луч спинного плавника самок превращен в «удочку» (иллиций) со светящейся «приманкой» (эской) на конце. Иллиций различных видов варьирует по форме и величине. Светящийся орган представляет собой железу, заполненную слизью, в которой заключены биолюминесцентные бактерии. Благодаря расширению стенок артерий, питающих железу кровью, рыба может произвольно вызывать свечение бактерий, нуждающихся для этого в притоке кислорода, или прекращать его, сужая сосуды. Обычно свечение происходит в виде серии последовательных вспышек, индивидуальных для каждого вида. У придонной галатеатаумы (Galatheathauma axeli), с глубины около 3600 м, светящаяся «приманка» расположена во рту.

## У моллюсков

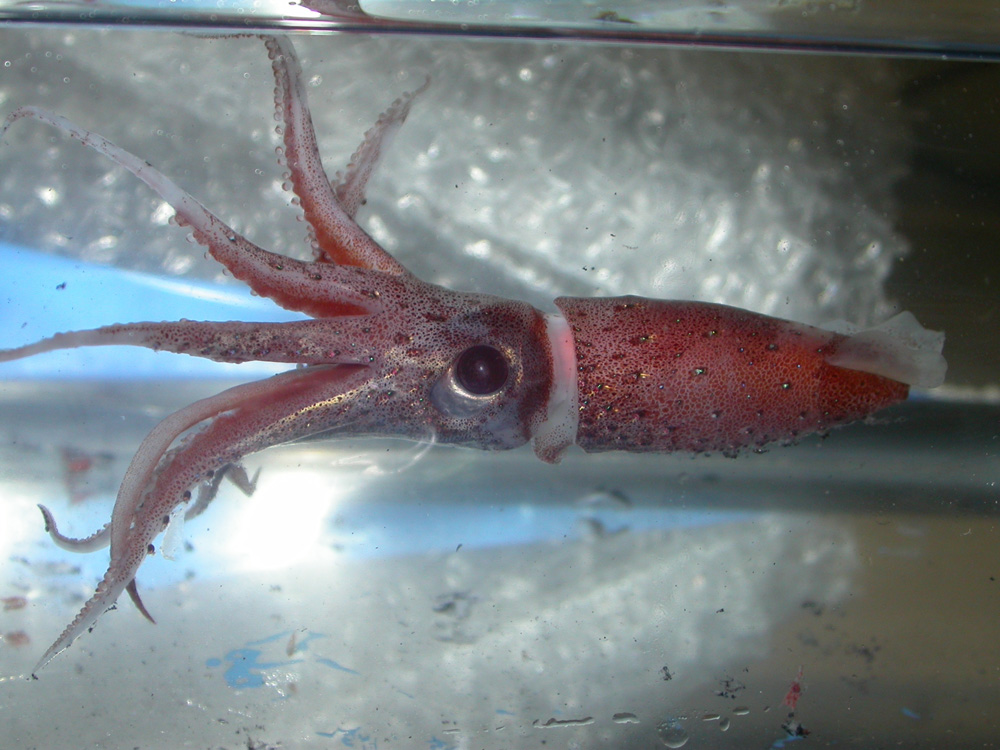
Кальмар Histioteuthis reversa, люминесцирующий при помощи вентральных фотофоров

Некоторые морские моллюски имеют фотофоры и способны к биолюминесценции. К их числу относятся несколько необычных брюхоногих, например, представители рода Planaxis и эффектные голожаберные моллюски рода Phylliroe. Одним из наиболее давно известных и хорошо изученных люминесцирующих моллюсков является двустворчатый моллюск Pholas.
Однако наибольшее количество биолюминесцирующих моллюсков относится к классу головоногие. Только среди кальмаров их насчитывается по меньшей мере 70 видов. Несколько родов семейств Sepiolidae и Loliginidae люминесцируют за счёт бактерий-симбионтов. Остальные кальмары способны сами люминесцировать, используя люциферин как вещество, испускающее свет и фермент люциферазу, катализирующую окисление люциферина.
Кальмары демонстрируют большое разнообразие структур, участвующих в биолюминесценции. Большинство имеет 2 вентральных фотофора — органа, испускающих свечение. Глубоководный адский кальмар-вампир Vampyroteuthis обладает настолько своеобразными органами свечения, что его даже выделили в отдельный отряд. Вдобавок к двум крупным мантийным фотофорам и маленьким светящимся органам, разбросанным по всему телу, он способен испускать свечение специальными органами на концах щупалец.

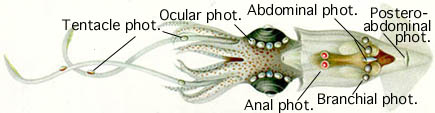
Расположение фотофоров на теле кальмара Lycoteuthis lorigera: щупальцевые, глазные, абдоминальные, постабдоминальные, жаберные и анальные фотофоры

Фотофоры и биолюминесценция известна и у осьминогов. Самки пелагических глубоководных осьминогов Japetella и Eledonella имеют зеленовато-жёлтое кольцо вокруг рта, которое только периодически люминесцирует; это может играть роль в размножении. У Stauroteuthis и других родов глубоководных осьминогов предполагалось наличие испускающих свечение присосок.